# Mastercutor
| Recensione             | Giudizio |
| ---------------------- | -------- |
| AllMusic               |          |
| Encyclopaedia Metallum | 70/100   |
| Truemetal.it           | 80/100   |
| Metallized.it          | 78/100   |

Mastercutor è l'undicesimo album studio della band heavy metal tedesca U.D.O., ed è stato pubblicato nel 2007 dalla AFM Records.
Il disco è stato preceduto dall'EP The Wrong Side of Midnight.

## Tracce
1. "Mastercutor" 5:17
2. "The Wrong Side of Midnight" 4:54
3. "The Instigator" 3:48
4. "One Lone Voice" 4:21
5. "We Do - For You" 4:04
6. "Walker In The Dark" 5:01
7. "Master Of Disaster" 4:15
8. "Tears Of A Clown" 3:54
9. "Vendetta" 04:12
10. "The Devil Walks Alone" 3:21
11. "Dead Man's Eyes" 4:27
12. "Crash Bang Crash" 3:06
13. "Screaming Eagles" - bonus track dell'edizione limitata
14. "Borderline" - bonus track dell'edizione limitata
15. "Man A King Ruler" - bonus track dell'edizione giapponese
16. "Плачет Солдат (Platchet Soldat)" - bonus track dell'edizione russa

## Formazione
- Udo Dirkschneider: voce
- Stefan Kaufmann: chitarra
- Igor Gianola: chitarra
- Fitty Wienhold: basso
- Francesco Jovino: batteria